# Neon acoreensis
Neon acoreensis là một loài nhện trong họ Salticidae.
Loài này thuộc chi Neon. Neon acoreensis được Jörg Wunderlich miêu tả năm 2008.